# Stigmella mespilicola
Stigmella mespilicola là một loài bướm đêm thuộc họ Nepticulidae. Nó được tìm thấy ở Đức đến bán đảo Iberia, Italia và Macedonia và từ Đại Anh đến Ukraina.

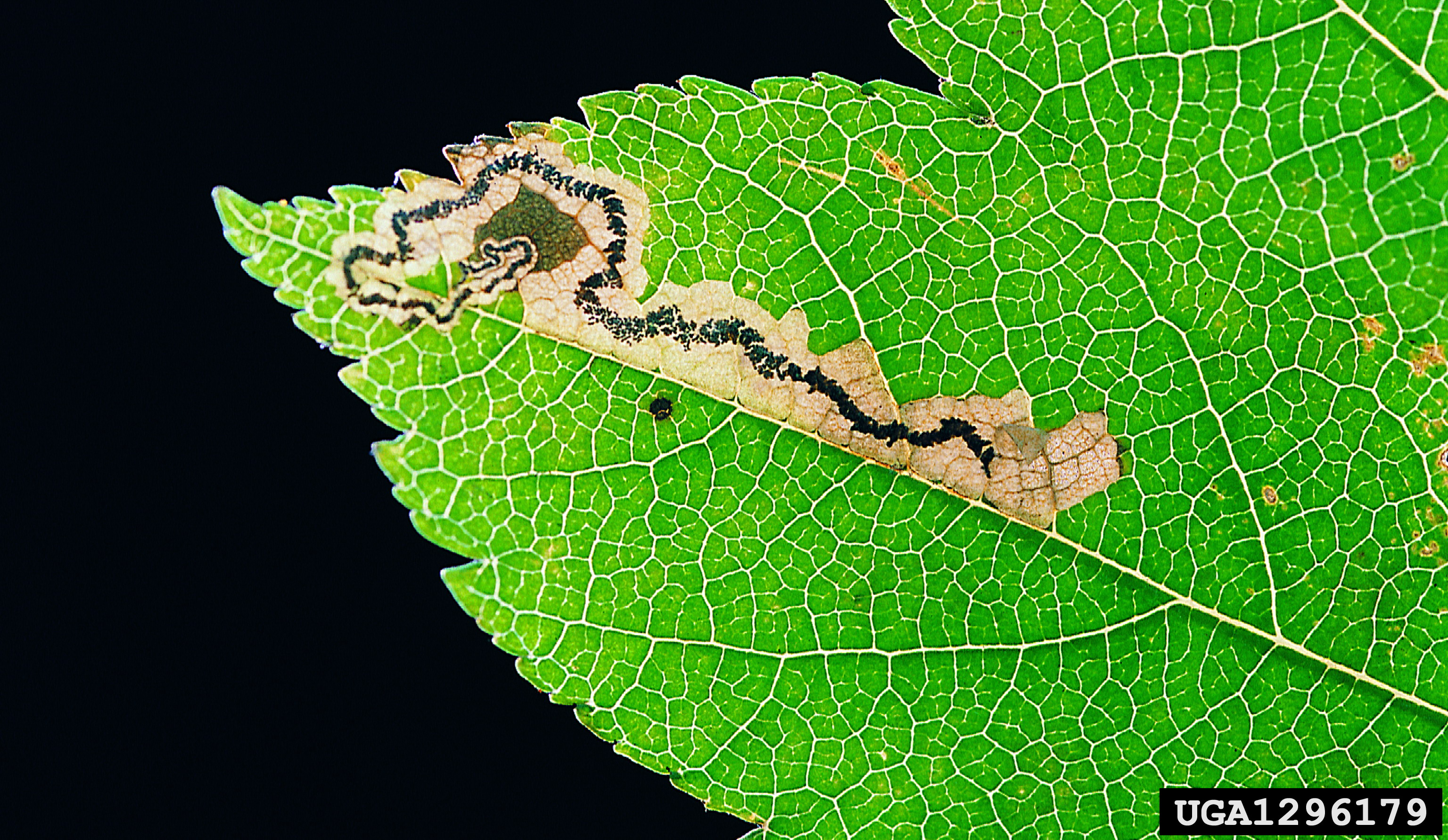
Stigmella mespilicola đục lỗ

Ấu trùng ăn Amelachier parviflora, Cotoneaster racemiflorus, Cotoneaster salicifolia, Sorbus aria và Sorbus torminalis. Chúng ăn lá nơi chúng làm tổ. 